# Języki zachodnio-północnoindyjskie
Języki zachodnio-północnoindyjskie – podgrupa językowa w obrębie języków indoaryjskich (indyjskich).

## Klasyfikacja wewnętrzna
Poniższa klasyfikacja oparta jest na podziale według Merritta Ruhlena.
Języki indyjskie
- Języki północnoindyjskie
  - Języki dardyjskie
  - Języki środkowo-północnoindyjskie
  - Języki wschodnio-środkowo-północnoindyjskie
  - Języki wschodnio-północnoindyjskie
  - Języki zachodnio-północnoindyjskie
    - Języki zachodnio-północnoindyjskie południowe
      - Język marathi
      - Język konkani

    - Języki zachodnio-północnoindyjskie północnozachodnie
      - Język sindhi
      - Język lahnda